# Západní Sulawesi
Západní Sulawesi (indonésky Sulawesi Barat) je jedna z provincií Indonésie. Rozkládá se na západě ostrova Sulawesi. Provincie vznikla roku 2004 oddělením od provincie Jižní Sulawesi. Na severovýchodě sousedí s provincií Střední Sulawesi. Hustota zalidnění je zhruba 60 obyv./km². Hlavním město Mamuju leží na pobřeží Makassarského průlivu.